# Pecos River High Bridge
Die Pecos River High Bridge ist eine Eisenbahnbrücke über den Pecos River in Texas, USA. Sie steht ungefähr auf halbem Wege zwischen Langtry und Comstock im Val Verde County auf der Strecke zwischen El Paso und San Antonio.
Sie war Teil der Verbindung der Southern Pacific Railroad von New Orleans über Houston, San Antonio, El Paso, Tucson, Yuma, Los Angeles nach San Francisco. Seit der Übernahme der Southern Pacific Transportation im Jahre 1996 gehört sie der Union Pacific Railroad. Sie wird hauptsächlich von Güterzügen benutzt, mehrmals pro Woche aber auch von dem nun von Amtrak betriebenen Reisezug Sunset Limited.

## Geschichte

### Erste Brücke (1883)
Southern Pacific hatte Ende der 1860er Jahre begonnen, eine Strecke von San Francisco aus über Los Angeles, Yuma, Tucson und El Paso nach Osten zu bauen. Am 12. Januar 1883 erreichte sie am Pecos River die von der Galveston, Harrisburg and San Antonio Railroad (Harrisburg ist heute ein Stadtteil von Houston) in entgegengesetzter Richtung gebaute Strecke. Da der fast 100 m tief in die Hochfläche eingeschnittene Pecos River ein zu großes Hindernis darstellte, begann die Strecke von Westen aus etwa 4 km und von Osten aus 14 km vor der heutigen Brücke den Abstieg zum Rio Grande, dem sie längere Zeit folgte, um den Pecos River auf einer nicht mehr vorhandenen Brücke kurz vor seiner Mündung in den Rio Grande zu überqueren. Die auf Rampen in den Felswänden und entlang des Flusses direkt unter ihnen angelegten Gleise waren dabei ständig von Felsstürzen und Bergrutschen gefährdet. Außerdem erforderte diese Strecke eine erhebliche Beschränkung der Länge und des Gewichts der Züge und ihrer Geschwindigkeit und somit des Ertrags der Zugverbindungen. Der Verlauf der Strecke ist noch deutlich erkennbar, nur das Gleisbett entlang des Rio Grande ist vom Fluss und dem Rückstau der Amistad-Talsperre weitgehend beseitigt worden.

### Pecos Viaduct (1892)

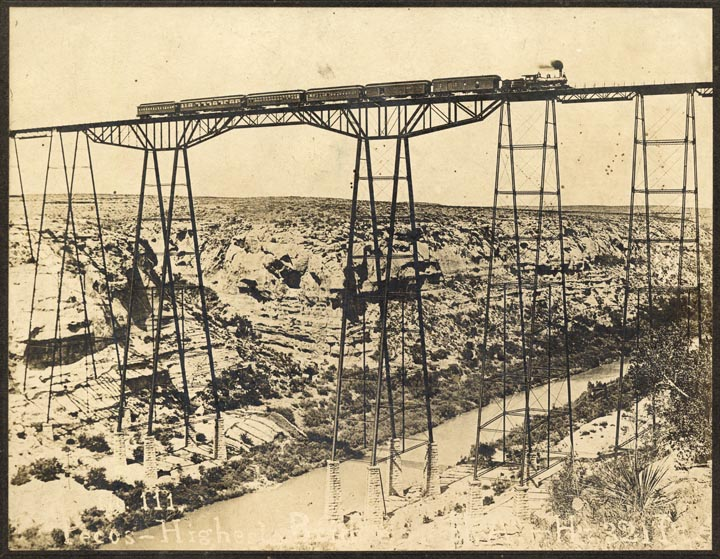
Pecos Viaduct

Um diesen Gefahren und Einschränkungen aus dem Weg zu gehen, wurde zwischen November 1891 und Februar 1892 in nur 87 Arbeitstagen das Pecos Viaduct etwa 130 m flussaufwärts von der jetzigen Brücke gebaut. Durch diese Brücke wurde die Bahnstrecke auf dem Niveau der Hochebene ohne besondere Höhenunterschiede über den Pecos River geführt, außerdem wurde die Strecke um fast 18 km abgekürzt.
Es wurde von der Phoenix Bridge Company gebaut und ähnelte einer schmiedeeisernen Trestle-Brücke. Die Gerüstpfeiler beiderseits der Hauptöffnung hatten jedoch Kragarme aus Fachwerkträgern, die einen Einhängeträger stützten.
Sie hatte ein Gleis und beidseits einen Steg für das Bahnpersonal und war damit 6,1 m breit. Die Schienen lagen in einer Höhe von 97,8 m (321 ft) über dem Fluss. Damit war das Pecos Viaduct höher als die Kinzua Bridge und somit bei seiner Eröffnung die höchste Eisenbahnbrücke Nordamerikas und die dritthöchste weltweit, nur das 1884 fertiggestellte, 122 m hohe Garabit-Viadukt in Frankreich und das 102,6 m hohe Loa-Viadukt (1888) in Bolivien waren höher.
Das Pecos Viaduct war ursprünglich 665 m lang und hatte 48 Öffnungen, wovon allerdings ein großer Teil auf die lange westliche Rampenbrücke entfiel, die später durch einen aufgeschütteten Damm ersetzt wurde. Die Hauptöffnung hatte eine Stützweite von 56,4 m (185 ft), die übrigen Öffnungen waren zwischen 10,7 m und 19,8 m weit.
In den Jahren 1909 und 1910 und erneut 1929 wurde die Brücke erheblich verstärkt, aber schließlich war sie den gestiegenen Verkehrslasten nicht mehr gewachsen. Sie wurde 1949, fünf Jahre nach der Eröffnung des Neubaus, abmontiert. Die Sockel ihrer Pfeiler sind bei niedrigem Wasserstand noch sichtbar.

### Pecos River High Bridge (1944)
Aus wirtschaftlichen, aber insbesondere aus militärischen Überlegungen heraus wurde 1942 über den Bau einer neuen Brücke ca. 130 m neben der alten entschieden. Das War Production Board und das Office of Defense Transportation genehmigten die erforderlichen Stahllieferungen. Der Entwurf der Brücke wurde von Modjeski and Masters erstellt und der Überbau von Bethlehem Steel produziert. Der Bau der Brücke dauerte von August 1943 bis Dezember 1944.
Die unverändert eingleisige Brücke hat einen sich über fünf Öffnungen erstreckenden stählernen Fachwerkträger, der von bis zu 83 m hohen Pfeilern aus Stahlbeton getragen wird. Die Hauptöffnung hat eine Stützweite von 114,15 m (374,5 ft). An der Westseite stellt eine kurze Balkenbrücke die Verbindung zum Bahndamm her. Die Pecos River High Bridge ist 424 m (1390 ft) lang und ebenso hoch wie die Vorgängerbrücke, scheint oft aber niedriger zu sein, wenn der Wasserspiegel des Amistad-Reservoirs einen hohen Stand erreicht.